# غابرييل أوكيشوكو
غابرييل أوكيشوكو (بالإنجليزية: Gabriel Okechukwu)‏ (28 أغسطس 1995 بنيجيريا - ) هو لاعب كرة قدم نيجيري في مركز الهجوم. شارك مع منتخب نيجيريا لكرة القدم. أما مع النوادي، فقد لعب مع نادي كارباتي لفيف وTEAP F.C. ‏ وSt. George's F.C. ‏.

## روابط خارجية
- غابرييل أوكيشوكو على موقع رابطة كرة القدم اليابانية للمحترفين (اليابانية)
- غابرييل أوكيشوكو على موقع قاعدة بيانات كرة القدم.إي يو (الإنجليزية)
- غابرييل أوكيشوكو على موقع ناشيونال فوتبول تيمز (الإنجليزية)
- غابرييل أوكيشوكو على موقع Soccerway.com (الإنجليزية)
- غابرييل أوكيشوكو على موقع عالم كرة القدم.نت (الإنجليزية)